# Mood
A Mood egy magyar doom metal zenekar, amely az 1990-es évek második felében a műfaj meghatározó együttese volt Magyarországon. Négy nagylemezük és egy posztumusz dvd kiadványuk jelent meg, dalaik szerepeltek amerikai válogatáslemezeken. Nyolc év után zenei nézetkülönbségek miatt vált szét a zenekar, 2001 végén. A tagok a Wall of Sleepben és a Stereochristban folytatták.

## Történet

### Kezdetek
A zenekart 1993 végén/1994 elején alakította Füleki Sándor gitáros és Holdampf Gábor énekes, a Leukémia együttes tagjai, Hegyi Kolos (ex-Maelstrom) gitárossal. Kezdetben Sík basszer és Kiskovács dobos, az AMD ritmusszekciója segítette ki őket. Hamarosan csatlakozott a Moodhoz Király Balázs basszusgitáros. 
Tujmer Gábor (ex-Maelstrom) dobossal 1995-ben rögzítettek egy háromszámos demót, ami nem került terjesztésre. Ugyanebben az évben szerepeltek a Metal Hammer magazin Demonstráció válogatásán a "Stardrifter" dallal, melyet már az állandó tagnak számító Koltay Tamással vettek fel. 1996-ban készült el a hatszámos Burning Slow demó, majd a zenekar lemezszerződést kötött a szombathelyi LMS kiadóval.

### LMS Records évek
1996 végén jelent meg a Mood bemutatkozó albuma (pontosabban műsoros kazettája) a Vol. 1. A lemezre került angol nyelvű dalok a Black Sabbath, Trouble, Saint Vitus, Obsessed, Crowbar, Down zenekarok fémjelezte stílus tökéletes lenyomatát adták.
1997-ben Király Balázs basszusgitáros kilépett a zenekarból és Marek Ferenc érkezett a helyére. A következő lemezen már ő játszott. A Slow Down album egy súlyosabb hangvételű anyag lett, bár a lemez hangzásával a zenészek nem voltak elégedettek. Ennek ellenére a Mood ázsiója tovább emelkedett a rajongók körében és a következő évi Sziget fesztiválon nagy sikert arattak. 

### Hammer Records évek
Az LMS kiadós szerződés lejártával a Mood harmadik albumát már a Hammer Records adta ki 1999-ben. Az osztrák PsycheDOOMelic kiadó jóvoltából külföldre is eljutott a Wombocosmic album. Megindult a zenekar szekere. Novembertől országos turnéra indultak, de koncerteztek Németországban is. A Black Sabbath "Lonely is the Word" dalának feldolgozásával pedig egy amerikai kiadású Black Sabbath tribute lemezen (Dehumanized Witch) szerepeltek.
2000-ben a Hammer Records újra kiadta CD-n a bemutatkozó Mood albumot három bónusz dallal. Novemberben szervezték meg a Flag of Doom fesztivált, ahol az amerikai Spirit Caravannal és a holland Beaverrel játszottak együtt, az év végén pedig a többi magyar doom metal zenekarral (Convoy, Mothermoon) közösen léptek fel a Doomanoid fesztivál keretében.
Újabb basszusgitáros csere. Marek Ferenc helyére Megyesi Balázs érkezett. A The Fourth Ride Of Doomanoids című negyedik albumot Greg Hemming angol hangmérnökkel vették fel a szolnoki Denevér stúdióban. A 2001-ben megjelent nagylemez mellé csomagolt bónusz cd a teljes Burning Slow demót és a Black Sabbath feldolgozásdalt is tartalmazta.

### Utolsó koncert
A második Flag of Doom fesztiválon a Crowbarral játszottak együtt. A lemezbemutató turné utolsó állomásán azonban bejelentették feloszlásukat. A Mood 2001. december 14-i utolsó koncertjén készült videófelvétel 2007-ben látott napvilágot a The Last Ride of Doomanoids című DVD-n.
A Mood zenei nézetkülönbségek miatt vált szét nyolc év után. Füleki Sándor és Holdampf Gábor, Marek Ferenc csatlakozásával vitték tovább a tradicionális doom metalt a Wall of Sleepben, míg a többiek (Hegyi Kolos, Koltay Tamás, Megyesi Balázs) sludge metal vonalon folytatták a Stereochristtal.
Hosszú szünet után 2018 májusában bejelentették, hogy a zenekar megalakulásának 25 éves évfordulója alkalmából 2019. január 4-én egyetlen koncert erejéig újra színpadra lép a Mood utolsó felállása. Az újjáalakulás hírére meghívást kaptak az osztrák Doom Over Vienna fesztiválra, ahol november 9-én léptek fel. 2020 decemberében jelent meg a Barba Negra klubos jubileumi koncert felvétele Glow Burn Live címmel.

## Tagok

### Utolsó felállás
- Holdampf Gábor - ének (1994-2001)
- Füleki Sándor - gitár (1994-2001)
- Hegyi Kolos - gitár (1994-2001)
- Koltay Tamás - dobok (1995-2001)
- Megyesi Balázs - basszusgitár (2000-2001)

### Korábbi tagok
- Marek Ferenc - basszusgitár (1997-2000)
- Király Balázs - basszusgitár (1995-1997)

### Kisegítő zenészek
- Sík (AMD) - basszusgitár (1994)
- Kiskovács (AMD) - dobok (1994)
- Knolmayer Szilárd - dobok (1995)
- Tujmer Gábor (Maelstrom) - dobok (1995)

## Diszkográfia
| Cím                           | Típus             | Megjelenés dátuma | Kiadó          |
| ----------------------------- | ----------------- | ----------------- | -------------- |
| Burning Slow                  | demo              | 1996, 2001        |                |
| Vol. 1                        | album             | 1996, 2000        | LMS Records    |
| Slow Down                     | album             | 1997, 2005        | LMS Records    |
| Wombocosmic                   | album             | 1999              | Hammer Records |
| The Fourth Ride of Doomanoids | album             | 2001              | Hammer Records |
| The Last Ride of Doomanoids   | koncert (dvd)     | 2007              | Hammer Records |
| Glow Burn Live                | koncert (dvd+2cd) | 2020              | Hammer Music   |